# Qui ? (film, 1916)
Pour les articles homonymes, voir Qui ?.

Qui? est un film muet français réalisé par Léonce Perret et sorti en 1916.

## Fiche technique
- Réalisation : Léonce Perret
- Chef-opérateur : Georges Specht
- Société de production : Société des Établissements L. Gaumont
- Pays de production : France
- Format : Muet - Noir et blanc
- Durée : 60 minutes
- Genre : Film dramatique
- Année de sortie :
  - France : 1916

## Distribution
- René Cresté